# Municipio de Linder
El municipio de Linder (en inglés: Linder Township) es un municipio ubicado en el condado de Greene en el estado estadounidense de Illinois. En el año 2010 tenía una población de 345 habitantes y una densidad poblacional de 3,85 personas por km².
Según la Oficina del Censo de los Estados Unidos, el municipio tiene una superficie total de 89.6 km², de la cual 89,55 km² corresponden a tierra firme y (0,05 %) 0,05 km² es agua.

## Demografía
Según el censo de 2010, había 345 personas residiendo en el municipio de Linder. La densidad de población era de 3,85 hab./km². De los 345 habitantes, el municipio de Linder estaba compuesto por el 98,55 % blancos, el 0,29 % eran amerindios, el 0,87 % eran asiáticos y el 0,29 % eran de una mezcla de razas. Del total de la población el 0,29 % eran hispanos o latinos de cualquier raza.